# Championnats du monde de duathlon 2001
Navigation
Édition précédente Édition suivante
Les Championnats du monde de duathlon 2001 présentent les résultats des championnats mondiaux de duathlon en 2001 organisés par la fédération internationale de triathlon.
Ces 12e championnats se sont déroulés à Rimini, en Émilie-Romagne, en Italie du 11 septembre 2001 au 15 septembre 2001.

## Distances parcourues
| Distances course (kilomètres) | Distances course (kilomètres) | Distances course (kilomètres) |
| Course à pied                 | Cyclisme                      | Course à pied                 |
| ----------------------------- | ----------------------------- | ----------------------------- |
| 10                            | 40                            | 5                             |

## Résultats

### Élite
| Rang               | Athlète           | Pays     | Temps           |
| ------------------ | ----------------- | -------- | --------------- |
| Médaille d'or      | Benny Vansteelant | Belgique | 1 h 47 min 10 s |
| Médaille d'argent  | Marcel Maros      | Pays-Bas | 1 h 47 min 22 s |
| Médaille de bronze | Luca Barzaghi     | Italie   | 1 h 47 min 46 s |

| Rang               | Athlète         | Pays        | Temps           |
| ------------------ | --------------- | ----------- | --------------- |
| Médaille d'or      | Erika Csomor    | Hongrie     | 2 h 00 min 58 s |
| Médaille d'argent  | Michelle Dillon | Royaume-Uni | 2 h 01 min 03 s |
| Médaille de bronze | Annie Emmerson  | Royaume-Uni | 2 h 01 min 17 s |

### Junior
| Rang               | Athlète         | Pays             | Temps           |
| ------------------ | --------------- | ---------------- | --------------- |
| Médaille d'or      | Terenzo Bozzone | Nouvelle-Zélande | 1 h 52 min 20 s |
| Médaille d'argent  | Emilio d'Aquino | Italie           | 1 h 52 min 30 s |
| Médaille de bronze | Jose Tovar      | Espagne          | 1 h 52 min 45 s |

| Rang               | Athlète           | Pays        | Temps           |
| ------------------ | ----------------- | ----------- | --------------- |
| Médaille d'or      | Henrietta Freeman | Royaume-Uni | 2 h 04 min 29 s |
| Médaille d'argent  | Laure Gervais     | France      | 2 h 04 min 29 s |
| Médaille de bronze | Nicola Spirig     | Suisse      | 2 h 05 min 02 s |

## Tableau des médailles
| Rang  | Nation           | Or | Argent | Bronze | Total |
| ----- | ---------------- | -- | ------ | ------ | ----- |
| 1     | Royaume-Uni      | 1  | 1      | 1      | 3     |
| 2     | Belgique         | 1  | 0      | 0      | 1     |
| -     | Hongrie          | 1  | 0      | 0      | 1     |
| -     | Nouvelle-Zélande | 1  | 0      | 0      | 1     |
| 5     | Italie           | 0  | 1      | 1      | 2     |
| 6     | France           | 0  | 1      | 0      | 1     |
| -     | Pays-Bas         | 0  | 1      | 0      | 1     |
| 8     | Espagne          | 0  | 0      | 1      | 1     |
| -     | Suisse           | 0  | 0      | 1      | 1     |
| Total | Total            | 4  | 4      | 4      | 12    |